# Caesars Entertainment Corporation
Caesars Entertainment Corporation (anciennement Harrah's Entertainment de 1995 à 2010) est un groupe américain, fondé en 1937 à Reno, qui détient des hôtels et des casinos. Le PDG de la société est Gary Loveman.

## Histoire
En 1998, la société ne fait plus partie du groupe Hilton et s'appelle Park Place Entertainment. De 2003 à 2004, la société porte le nom de Caesars Entertainment
En 2004, Harrah's Entertainment rachète Ceasars Entertainment pour 5,2 milliards de dollars, dont 1,8 en liquide et 4,2 milliards de reprises de dette.
Le 19 décembre 2006, Apollo et TPG Capital achètent la société d'hôtels-casino Harrah's Entertainment pour 27,4 milliards d'USD incluant la dette.
La société est rebaptisée Caesars Entertainment Corporation en 2010.
En novembre 2017, Caesars Entertainment acquiert Centaur Holdings, entreprise de jeux présent essentiellement dans l'Indiana, pour 1,7 milliard de dollars.
En juin 2019, Caesars Entertainment annonce sa fusion avec Eldorado Resorts, dans une opération valorisant Caesars à 17,3 milliards de dollars.

## Actionnaires
Liste des principaux actionnaires au 16 novembre 2019:
| Icahn Associates Holding            | 16.9% |
| Canyon Capital Advisors             | 9.20% |
| The Vanguard Group                  | 7.58% |
| Pacific Investment Management       | 5.95% |
| HG Vora Capital Management          | 4.80% |
| TPG Group Holdings (SBS) Advisors,  | 4.32% |
| Shapiro Capital Management          | 3.79% |
| Nomura Securities (Private Banking) | 3.39% |
| Senator Investment Group            | 2.95% |
| Soros Fund Management               | 2.81% |

## Propriétés
- Atlantic City Hilton Hotel/Casino, Atlantic City (New Jersey)
- Bally's Hotel/Casino & Wild Wild West Casino, Atlantic City (New Jersey)
- Bally's Hotel/Casino, Las Vegas (Nevada)
- Bally's Casino, La Nouvelle-Orléans (Louisiane)
- Bally's Casino/Hotel, Tunica (Mississippi)
- Caesars Hotel/Casino, Atlantic City (New Jersey)
- Caesars Palace at Sea
- Caesars Hotel/Casino, Elizabeth (Indiana)
- Caesars Palace Hotel/Casino, Gauteng (Afrique du Sud)
- Caesars Palace, Las Vegas (Nevada)
- Caesars Tahoe Hotel/Casino, Stateline (Nevada)
- Casino Nova Scotia, Halifax (Canada)
- Casino Nova Scotia, Sydney (Canada)
- Caesars Windsor, Windsor (Ontario), (Canada)
- Conrad Jupiters Hotel/Casino, Gold Coast (Australie)
- Conrad Resort and Casino, Punta del Este (Uruguay)
- Conrad Treasury Hotel/Casino, Brisbane (Australie)
- Flamingo Las Vegas (anciennement Flamingo Hilton), Las Vegas (Nevada)
- Flamingo Hotel/Casino (anciennement Flamingo Hilton), Laughlin (Nevada)
- Grand Casino/Hotel, Biloxi (Mississippi)
- Grand Casino/Hotel, Gulfport (Mississippi)
- Grand Casino/Hotel, Tunica (Mississippi)
- Paris Las Vegas
- Sheraton Hotel/Casino, Tunica (Mississippi)
- Reno Hilton Hotel/Casino, Reno (Nevada)
- Rio All Suite Hotel and Casino, Las Vegas (Nevada)